# Jiashan Shanhui
Jiashan Shanhui (chiń. 夾山善會, pinyin Jiāshān Shànhuì; kor. 협산선회 Hyŏpsan Sŏnhoe, jap. Kyōzan Zen’e, wiet. Giáp Sơn Thiện Hội; ur. 805, zm. 881) – chiński mistrz chan, uczeń Chuanziego Dechenga.

## Życiorys
Pochodził z Guangzhou z rodziny Liao.
Już w młodym wieku opuścił dom rodzinny i został mnichem. Początkowo studiował sutry i komentarze do nich i posiadł gruntowną wiedzę na temat „trzech wielkich nauk”, czyli wskazań, medytacji i wiedzy (sutry). Potem opuścił klasztor i przez jakiś czas wędrował i zatrzymując się w różnych miejscach nauczał; w końcu zatrzymał się w Helin. Chociaż posiadał olbrzymią wiedzę buddyjską, nie osiągnął jeszcze pełnego przebudzenia. Zetknął się wtedy z mistrzem chan Daowu Yuanzhim, który polecił mu odnaleźć mistrza chan Chuanziego Dechenga (船字德誠), znanego jako „mnich z łodzi” i Huating Dejian.
Jiashan odnalazł mistrza Dechenga na rzece w Huating.
Gdy Decheng zobaczył nadchodzącego Jiashana powiedział Wasza wielebność! W jakim klasztorze się zatrzymałeś?
Jiashan powiedział Nie mieszkam w klasztorze. Gdzie mieszkam nie jest jak...
Decheng powiedział Nie jest jak? Nie jest jak co?
Jiashan powiedział To nie jest jak Dharma, która pojawia się przed oczami.
Decheng powiedział Gdzie się nauczyłeś takich rzeczy?
Jiashan powiedział Nie w miejscu, które uszy czy oczy mogą postrzec.
Decheng powiedział Jedno zdanie i wpadasz na drogę zasady. Jesteś zatem jak osioł przywiązany do palika przez niezliczone eony. Wypuściłeś tysiącstopową linkę. Łowisz ryby bardzo głęboko, ale wciąż brakuje ci trzech cali. Dlaczego nic nie mówisz?
Gdy Jiashan chciał coś powiedzieć, Decheng uderzeniem wiosła wepchnął go do wody. Gdy Jiashan niezgrabnie usiłował dostać się do łodzi, Dechen krzyknął do niego Mów! Mów!
Jiachan chciał coś powiedzieć, ale Dechen znów uderzył go wiosłem. Nagle Jiashan osiągnął wielkie oświecenie. Skinął głową trzy razy.
Wtedy Dechen powiedział Teraz jesteś jednością z palikiem i linką. Działaj teraz z własnej natury i nie zanieczyszczaj czystych fal (...).
Pozostając wiernym życzeniu mistrza, Jiashan odsunął się od świata i żył na odludziu w górach. Zaczęło się tam wokół niego gromadzić coraz więcej uczniów. Gdy jego pustelnia stała się zbyt mała, przeniósł się wraz ze wszystkimi uczniami na górę (chiń. shan) Jia, gdzie w 870 r. wybudowali klasztor.
7 dnia 11 miesiąca 881 r. Jiashan wezwał swoich najważniejszych uczniów i powiedział Mówiłem dużo przez wiele lat. Jeśli chodzi o Dharmę Buddy, każdy w was powinien ją znać dla siebie. Teraz jestem tylko pustą formą. Mój czas jest skończony i muszę odejść. Troszczcie się o nauki tak jakbym wciąż do był. Nie bądźcie jak światowi ludzie przygnieceni przez żałobę po moim odejściu.
Po wypowiedzeniu tych słów mistrz zmarł.
Pozostałości po kremacji zostały umieszczone w stupie wybudowanej na górze. Otrzymał pośmiertny tytuł „wielki nauczyciel Przekazujący Czystość”.

## Linia przekazu Dharmy zen
Pierwsza liczba oznacza liczbę pokoleń mistrzów od 1 Patriarchy indyjskiego Mahakaśjapy.
Druga liczba oznacza liczbę pokoleń od 28/1 Bodhidharmy, 28 Patriarchy Indii i 1 Patriarchy Chin.
Trzecia liczba oznacza początek nowej linii przekazu w danym kraju.
- 33/6. Dajian Huineng (638–713)
  - 34/7. Qingyuan Xingsi (660–740)
    - 35/8. Shitou Xiqian (700–790)
      - 36/9. Yaoshan Weiyan (751–834)
        - 37/10. Chuanzi Decheng (Huating Dejian) (bd)
          - 38/11. Jiashan Shanhui (805–881)
            - 39/12. Taiyuan Haihu (bd)
            - 39/12. Luopu Yuan’an (834–898)

        - 37/10. Yunyan Tansheng (782–841)
          - 38/11. Dongshan Liangjie (806–869) szkoła caodong

        - 37/10. Daowu Yuanzhi (769–835)
          - '38/11. Jianyuan Zhongxing (bd)
          - 38/11. Shishuang Qingzhu (805–889)
            - 39/12. Yungai Yuanquan (bd)
              - 40/13. Yungai Jingquan (bd)

            - 39/12. Jiufeng Daoqian (zm. 921)
              - 40/13. Heshan Wuyin (891–960)
              - 40/13. Baofeng Yanmao (bd)
              - 40/13. Guangmu Xingxiu (bd)
              - 40/13. Tong’an Changcha (bd)
              - 40/13. Letan Kuangwu (bd)

            - 39/12. Daguang Juhui (836–903)